# Викторијини водопади (мост)
Мост на Викторијиним водопадима премошћава реку Замбези низводно од водопада, повезујући Зимбабве и Замбију. Мост је конструисан од стране Сер Ралфа Фримана (Ralph Freeman), који је касније пројектовао Сиднејски мост у Аустралији као и Бирченог мост у Зимбабвеу.
Изградња моста је трајала само 14 месеци и завршена је 1905. године. Идеја за мост је потекла од Цецила Родеса који је желео да „водена маглица са водопада прска по вагонима“ ("spray of the falls over the train carriages") иако он никада није посетио водопаде а умро је пре почетка изградње моста.
Мост је изграђен од челика са луком дужине 156.50 метара са висином од 128 метара изнад дна кањона. Преко моста се одвија железнички, путни и пешачки саобраћај. Са моста се изводе "Банџи скокови" (bungee jump) од 111 метара. 